# Alabino
Alabino (en russe : Алабино) est une localité rurale de l'okroug urbain de Naro-Fominsk de l'oblast de Moscou en Russie. Avec une population d'un peu plus de 600 habitants, elle fait partie de la municipalité de Seliatino (en). Jusqu'en 2006, Alabino fait partie de l'okroug rural de Petrovskoïe. 
Alabino est notamment connue pour son terrain d'entraînement militaire. 

## Installations militaires
La ville abrite un terrain d'essai des forces terrestres russes, utilisé chaque année entre la fin mars et mi-avril, lors des répétitions du défilé du Jour de la Victoire à Moscou, en vue du défilé final du 9 mai. Les années jubilaires, de nombreux contingents étrangers, venus de pays comme la Moldavie, la Chine, l'Inde et le Kazakhstan, défilent sur le terrain d'essai. La base accueille également de nombreux exercices d'entraînement impliquant les forces terrestres russes. 
C'est sur le terrain d'entraînement pour chars d'assaut d'Alabino qu'a lieu à partir de 2013 le biathlon de chars de combat, qui voit s'opposer des engins issus de plusieurs pays dans une compétition d'épreuves combinées. 

## Autres attractions de la ville
L'une des principales attractions de la ville est Petrovskoïe-Alabino, une maison de campagne en ruine considérée comme « l'une des plus belles propriétés de campagne de Moscou ». Le principal moyen de transport du village est depuis le début du XXe siècle la ligne ferroviaire de banlieue Kievski, qui s'arrête dans le village pour aller chercher les citoyens à la gare.

## Galerie

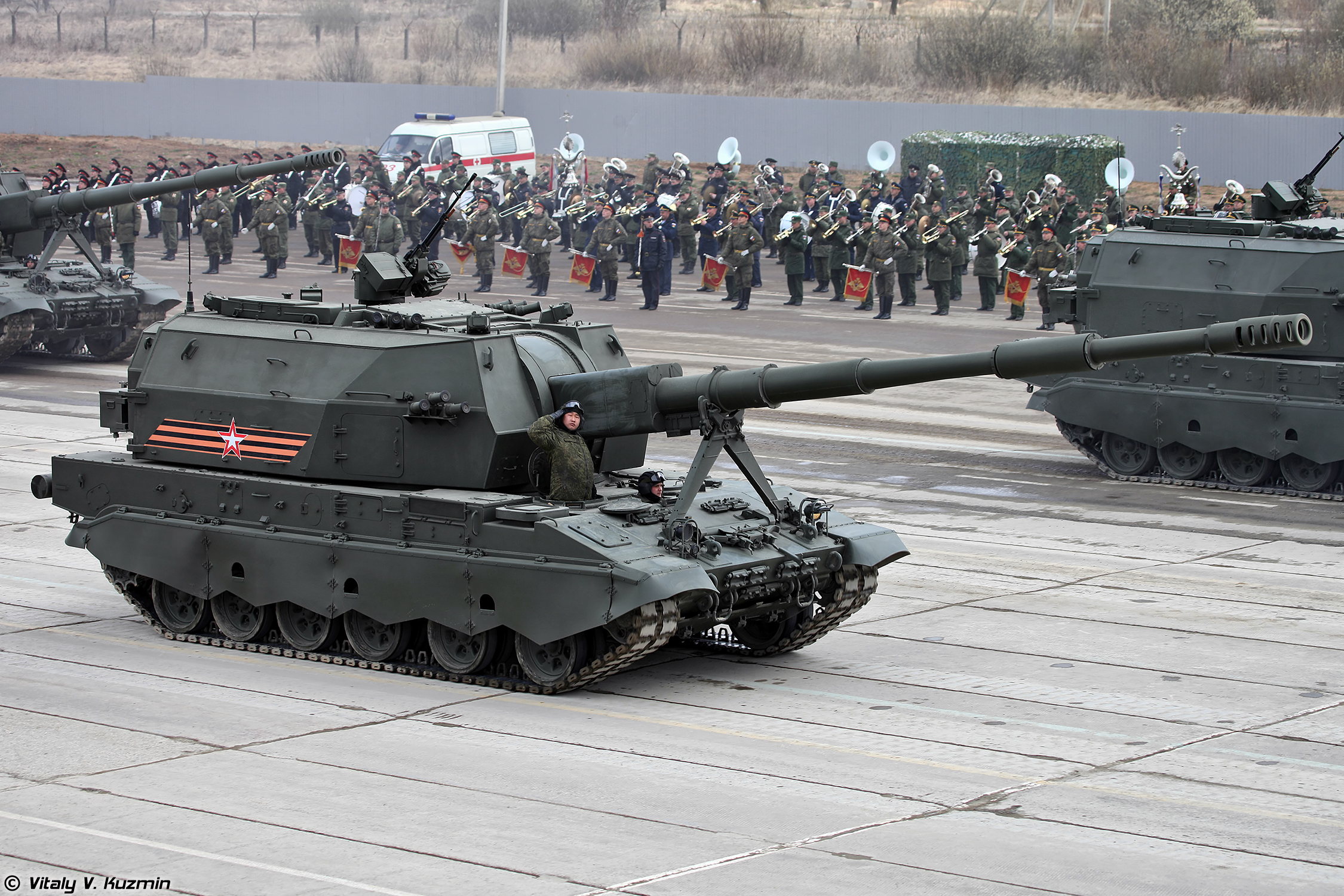
Pièce d'artillerie automotrice lors d'une répétition à Alabino.
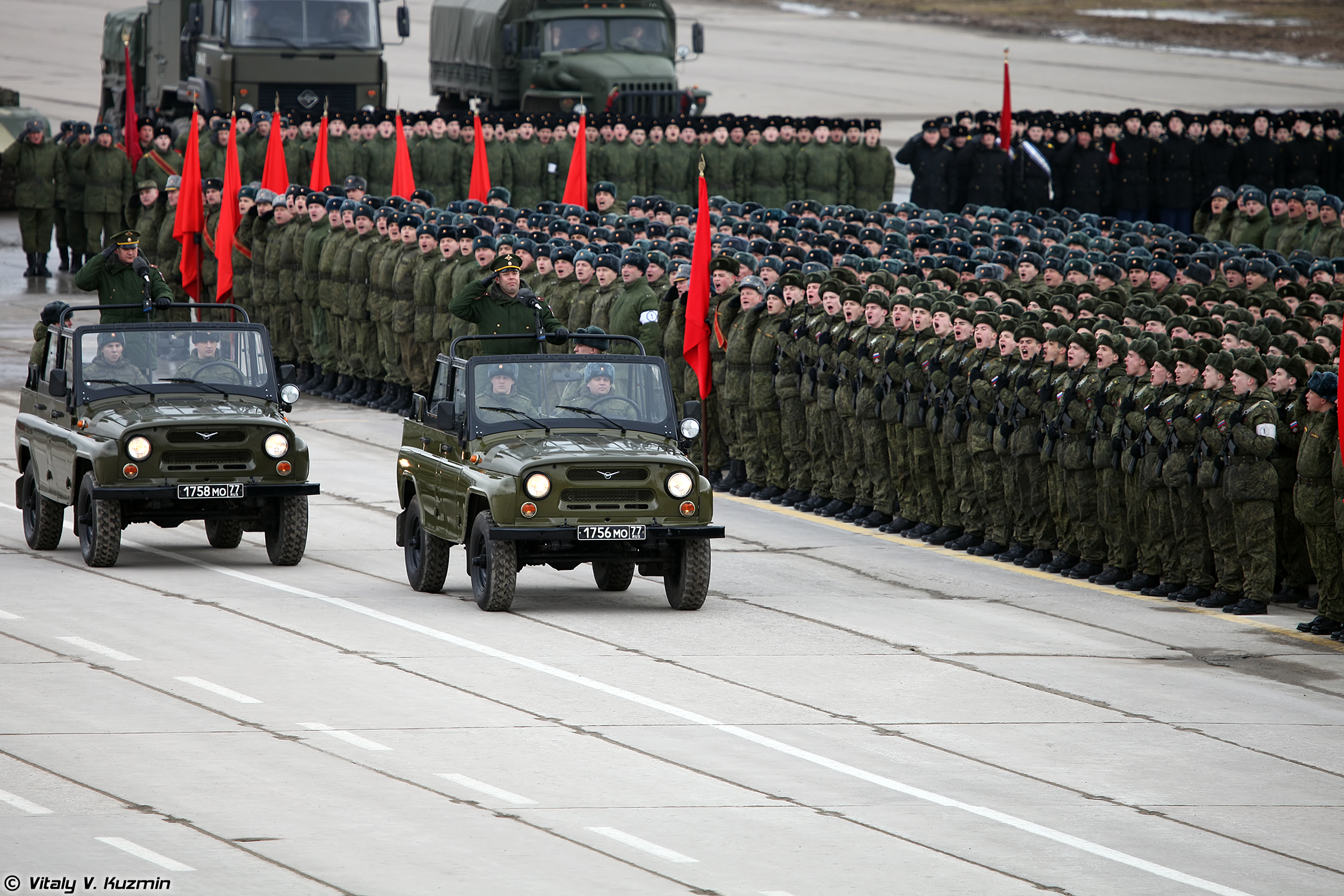
Des officiers supérieurs des forces armées inspectent la garnison de Moscou à Alabino.
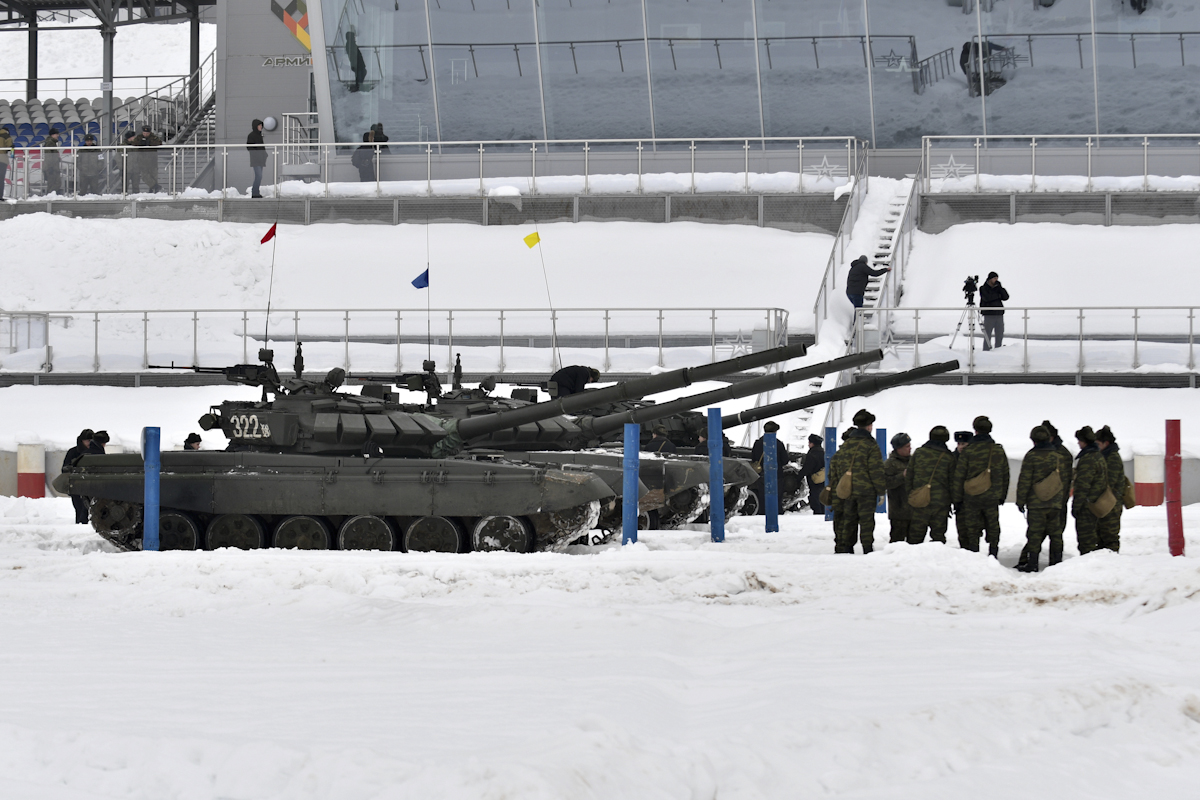
Un véhicule de la 2e division de fusiliers motorisés de la Garde lors du biathlon de chars à Alabino.
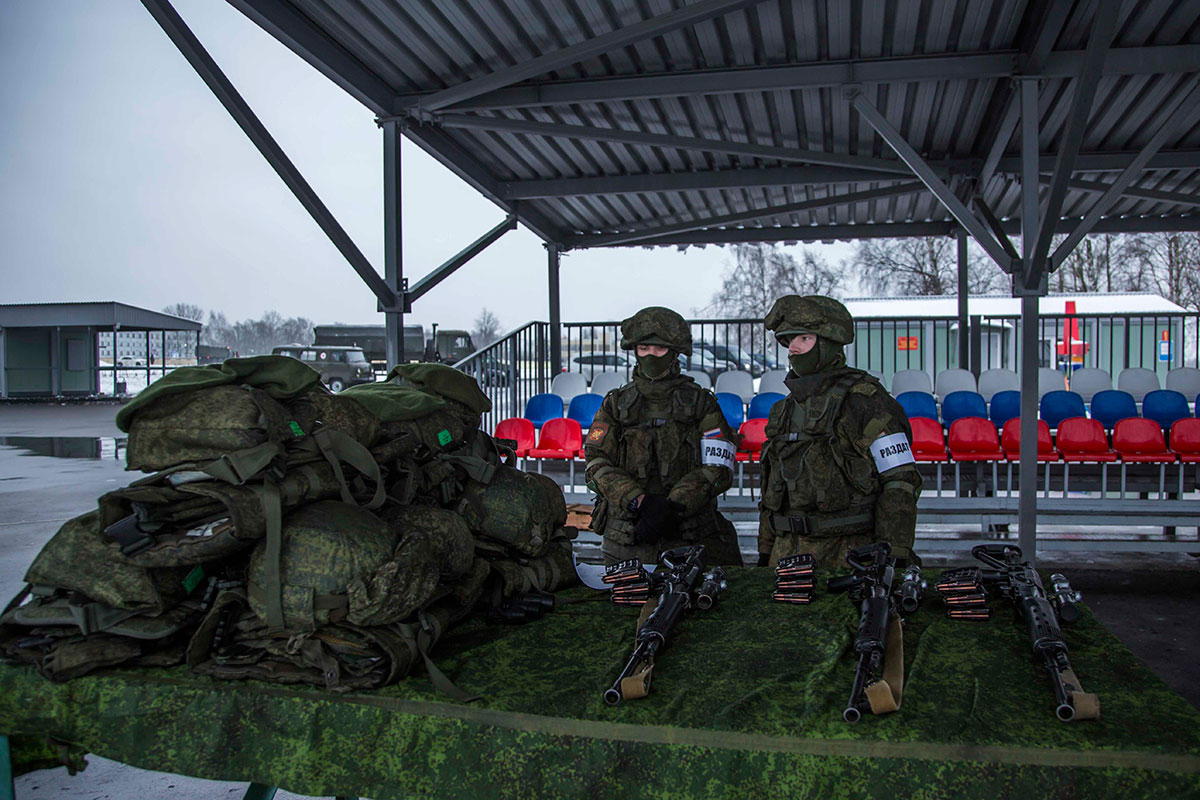
Réunion des forces d'opérations spéciales russes avec des officiers des forces terrestres russes, sur le terrain d'entraînement d'Alabino, le 21 décembre 2017.
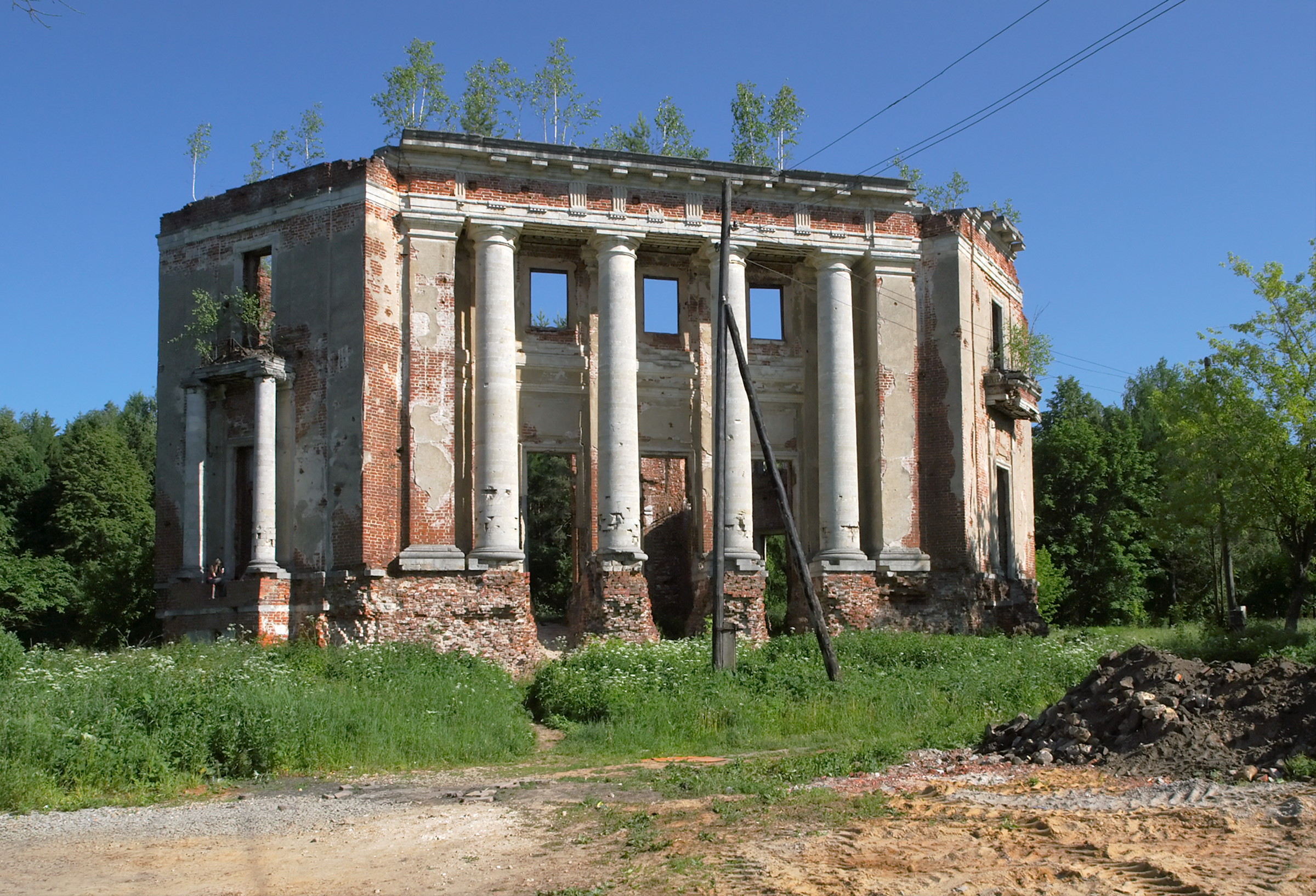
La façade nord-ouest de Petrovskoïe-Alabino, 2011.